# Aloha (słowo)

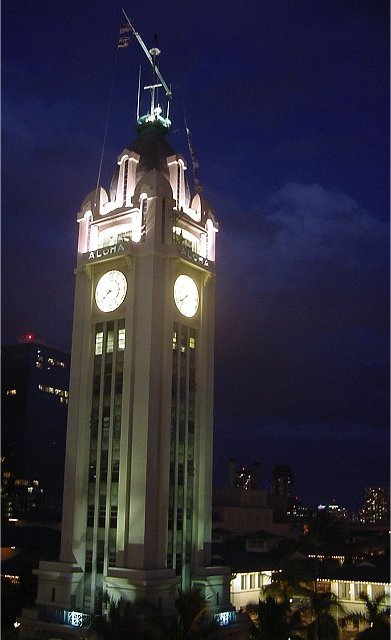
Wieża Aloha w porcie w Honolulu.

Aloha – wyraz w języku hawajskim używany jako powitanie (w różnych formach: aloha – cześć, aloha kakahiaka/aloha ʻauinalā – dzień dobry, aloha ahiahi – dobry wieczór, aloha kākou – witamy) i pożegnanie. Oznacza także miłość, uczucie, pokój, afekt, litość. Pochodzi od prapolinezyjskiego słowa alofa oznaczającego miłość. Według podań ludowych, słowo powstało z połączenia hawajskiego alo (pol. twarz, bliskość, pierwszy plan, podzielenie) i ha (pol. sens życia), nie ma na to jednak lingwistycznych dowodów.
Słowo to, powszechnie używane na Hawajach, stało się bardzo popularne w całych Stanach Zjednoczonych, a w mniejszym stopniu także w Europie, a to głównie za sprawą licznych filmów, seriali itp. Stan Aloha (ang. Aloha State), tłumaczone jako stan miłości, to oficjalny przydomek Hawajów. Wywodząca się z Hawajów filozofia życia, nosi nazwę duch Aloha. Aloha ʻOe (pol. Pożegnanie z Tobą) to tytuł słynnej pieśni napisanej przez ostatnią hawajską królową, Liliʻuokalani. Od tego słowa wzięła swoją nazwę sieć komputerowa ALOHAnet. Słowo aloha ma w swojej nazwie także wiele firm czy obiektów (np. zabytkowa Wieża Aloha w Honolulu), a nawet linie lotnicze (Aloha Airlines) czy zespół muzyczny (Aloha From Hell).